# ديانا طربيه
ديانا كونسويلو طربيه كوينتيرو (9 مارس 1950 - 25 يناير 1991) صحفية كولومبية اختطفتها عصابة ميديلين وقُتلت خلال محاولة إنقاذ فاشلة.
رُويت قصتها في كتاب غير روائي لغابرييل غارثيا ماركيث، كما عُرضت على الشاشة.

## السنوات المبكرة
وُلدت ديانا طربيه في 9 مارس/آذار 1950 في بوغوتا، لخوليو سيزار طربيه أيالا، الذي أصبح لاحقًا الرئيس الخامس والعشرين لجمهورية كولومبيا (1978-1982)، ونيديا كوينتيرو طربيه.
كان والدها خال والدتها من جهة الأم.
تنحدر عائلة طربيه من أصل لبناني، ولا تزال عائلتها تنتمي إلى نادي كولومبو ليبانيس، وهو نادٍ اجتماعي خاص في بوغوتا، ويرتاده بانتظام.

## الاختطاف والموت
اختُطفت طربيه في 30 أغسطس/آب 1990، عندما خُدعت للذهاب إلى مقابلة مزعومة مع أحد قادة حرب العصابات ، الكاهن الإسباني مانويل بيريز مارتينيز ، المعروف باسم "إل كورا بيريز".
تلقت طربيه اتصالاً هاتفياً من رجل مجهول الهوية.
لاحقاً، خلص تحقيق للشرطة إلى أن الرجل ينتمي إلى عصابة لوس بريسكوس الإجرامية، وأن بابلو إسكوبار قد وظّفه .
كان هدف الأخير اختطاف أكبر عدد ممكن من السياسيين والصحفيين، لمنع المشرعين الكولومبيين من الموافقة على معاهدة تسليم المجرمين مع الولايات المتحدة.
وكان من بين ضحايا هذه الاستراتيجية فرانسيسكو سانتوس كالديرون وماروجا باتشون . 
احتُجزت طربيه في كوباكابانا، أنتيوكيا ، برفقة مصورها ريتشارد بيسيرا.
توفيت في 25 يناير/كانون الثاني 1991، خلال عملية إنقاذ فاشلة شنتها الشرطة دون إذن من عائلتها. كان سبب الوفاة رصاصة في ظهرها، أتلفت جزئيًا كبدها وكليتها اليسرى.
أُنقذ بيسيرا سالمًا.

## عائلة
تركت طربيه خلفها طفلين، ماريا كارولينا هويوس طربيه (من مواليد 1972)وميغيل أوريبي طربيه (من مواليد 1986)، وزوجها ميغيل أوريبي لوندونو.

## في الثقافة الشعبية

### الأدب
وقد تم سرد قصة اختطاف طربيه في كتاب غابرييل غارثيا ماركيث غير الخيالي " أخبار اختطاف" (1996).

### تلفزيون
قامت الممثلة ليسل بوتديفين بدور طربيه في المسلسل التلفزيوني
بابلو إسكوبار: El Patrón del Mal (2012).
تم تمثيل شخصية طربيه بواسطة الممثلة غابرييلا دي لا غارزا في مسلسل «ناركوس» (2015) على نتفليكس .
تم تصوير طربيه من قبل ماجدة عيسى في Amazon Prime Videoseries
Noticia de un Secuestro (2022).